# Gonçalo Feio
Gonçalo Filipe Belchior Feio (ur. 17 stycznia 1990 w Lizbonie) – portugalski trener piłkarski.

## Życiorys
Gonçalo Feio urodził się w Lizbonie, wychowywał w dzielnicy Belém. Studiował na Wydziale Kinezjologii Uniwersytetu Lizbońskiego, gdzie jednym z jego wykładowców był José Mourinho. Uzyskał stopień licencjata. Do Polski trafił dzięki programowi Erasmus i współpracy Uniwersytetu Lizbońskiego z Akademią Wychowania Fizycznego Józefa Piłsudskiego w Warszawie. Początkowo, żeby utrzymać się w Warszawie, udzielał korepetycji z języka portugalskiego.

## Kariera trenerska

### Początki pracy jako trener
Początki jego kariery trenerskiej sięgają czasów studiów. Jako student pierwszego roku wygrał konkurs organizowany przez uczelnię na najlepszą pracę dotyczącą treningu młodzieżowego. Nagrodą w konkursie był kilkumiesięczny staż w strukturach akademii klubu Benfica – klubu, którego Feio jest także wychowankiem. Tam pracował z grupami młodzieżowymi U-8 i U-10. Przez jeden sezon był także asystentem trenera w drużynie U-15.
Następnie pracę jako trener kontynuował już w Polsce. W listopadzie 2010, jako dwudziestolatek, wysłał aplikację do akademii Legii Warszawa. Przez pierwsze pół roku pracował za darmo, jako wolontariusz, będąc asystentem Dominika Jarosza, który prowadził dzieci z rocznika 2003. Na trzy miesiące przed końcem sezonu, po rezygnacji Jarosza, został samodzielnym trenerem grupy U-8. Następnie z sukcesami prowadził grupy chłopców z rocznika 1998 i 1999.
Pierwsze doświadczenia w pracy w piłce seniorskiej jako trener zdobywał w Legii Warszawa. Feio został dostrzeżony w strukturach akademii i po przejęciu warszawskiego klubu przez norweskiego trenera Henninga Berga, 9 stycznia 2014 roku, został dołączony do nowo utworzonego sztabu I drużyny Legii jako analityk materiałów wideo. Jako członek sztabu Berga został Mistrzem Polski w 2014, a także zdobył Puchar Polski w 2015 roku. Po zwolnieniu Norwega był asystentem w sztabie Stanisława Czerczesowa. Pracując jako asystent-analityk w sztabie Czerczesowa w rundzie jesiennej sezonu 2015/16 miał wkład w wygranie Mistrzostwa Polski oraz Puchar Polski przez Legię. Z Legią pożegnał się w listopadzie 2015 roku.
Następnie kontynuował pracę z młodzieżą w akademii Wisły Kraków. 11 lipca 2016 został trenerem zespołu U-17, którym był do końca grudnia. 4 stycznia 2017 został włączony do sztabu I drużyny Wisły jako asystent trenera Kiko Ramíreza. Po zwolnieniu Ramíreza przez pewien czas pracował jako asystent Joana Carrillo. Pracę w krakowskim klubie zakończył 16 stycznia 2018 roku.
W maju 2019 został ponownie asystentem Kiko Ramíreza. Tym razem w klubie z greckiej ekstraklasy – AO Ksanti. Pracował tam do listopada 2019.
W styczniu 2020 wrócił do Polski jako asystent trenera Marka Papszuna w Rakowie Częstochowa. W częstochowskim klubie jako asystent I trenera dwukrotnie zdobywał Puchar Polski, a także dwukrotnie sięgał po wicemistrzostwo Polski w sezonach 2020/21 oraz 2021/22. Z klubem spod Jasnej Góry pożegnał się 6 lipca 2022 roku.
Odbywał staże trenerskie w klubach Arsenal, AS Roma oraz Birmingham City.

### Praca jako pierwszy szkoleniowiec

#### Motor Lublin
Gonçalo Feio po raz pierwszy został I trenerem seniorskiej drużyny 19 września 2022 roku zostając szkoleniowcem drugoligowego Motoru Lublin. Zespół z Lublina w dniu przejęcia klubu przez Feio zajmował ostatnie miejsce w ligowej tabeli. W swoim trenerskim debiucie pokonał na wyjeździe zespół Hutnika Kraków 3−1. Debiutancki sezon zakończył awansem Motoru Lublin do I ligi pokonując zespół Stomilu Olsztyn w finale baraży. Był to powrót Motoru Lublin na zaplecze Ekstraklasy po 13 latach przerwy. W drużynie z Lublina pracował do 18 marca 2024 roku.

#### Legia Warszawa
Po pracy w Motorze Lublin, 10 kwietnia 2024 został trenerem wicemistrza Polski Legii Warszawa, zastępując na tym stanowisku Kostę Runjaicia. Był to powrót Feio do klubu z Łazienkowskiej po dziewięciu latach przerwy, w którym wcześniej pracował jako trener grup młodzieżowych i analityk pierwszego zespołu. Zadebiutował na ławce 14 kwietnia 2024, zremisowanym 1:1 meczem przeciwko Rakowowi Częstochowa. W sezonie 2023/2024 w lidze z siedmiu meczów 4 wygrał, 2 zremisował, 1 przegrał. W sezonie 2024/2025 wywalczył z Legią awans ćwierćfinału Ligi Konferencji UEFA, gdzie przegrał dwumecz z Chelsea FC 4:2, po przegranym 0:3 meczu przy Łazienkowskiej oraz wygranym spotkaniu 2:1 na Stamford Bridge. 2 maja 2025 zdobył z Legią Puchar Polski wygrywając na Stadionie Narodowym 4:3 z Pogonią Szczecin. 25 maja 2025 Legia poinformowała o zakończeniu współpracy z trenerem. Sezon 2024/2025 Legia po wodzą Feia skończyła na 5. miejscu. 

#### USL Dunkerque
20 czerwca 2025 został szkoleniowcem USL Dunkerque. 13 lipca 2025 umowa została rozwiązana za porozumieniem stron. Francuskie media informowały, że decyzja była związana z napięciami w okresie przygotowawczym, w tym porażką 1:5 w sparingu z US Boulogne.

## Sukcesy

### Motor Lublin
- Awans do I ligi 2022/2023
- Trener grudnia I ligi 2023/2024[24]

### Legia Warszawa
- Brązowy medal mistrzostw Polski: 2023/2024[25]
- Puchar Polskiː 2024/2025 [26]

## Statystyki
(aktualne na 25 maja 2025)
| Zespół         | Od               | Do            | Statystyka | Statystyka | Statystyka | Statystyka | Statystyka |
| Zespół         | Od               | Do            | M          | W          | R          | P          | % W        |
| -------------- | ---------------- | ------------- | ---------- | ---------- | ---------- | ---------- | ---------- |
| Motor Lublin   | 19 września 2022 | 18 marca 2024 | 54         | 31         | 10         | 13         | 57,41      |
| Legia Warszawa | 10 kwietnia 2024 | 25 maja 2025  | 62         | 35         | 12         | 15         | 56,45      |
| Łącznie        | Łącznie          | Łącznie       | 116        | 66         | 22         | 28         | 56,90      |